# Ernst Roeder (Schriftsteller)
Ernst Roeder (* 17. März 1862 in Schmelz (Saar), Ortsteil Bettingen; † 29. April 1897 in Dresden) war ein deutscher Schriftsteller und Redakteur. Er verwendete gelegentlich als Pseudonym den Namen Rotteck, E(rnst).

## Leben
Philipp Ernst Roeder war der Sohn eines Forstbeamten. Er verlebte seine Kindheit vor allem bei seinen Großeltern in Hausbach bei Losbach. Nach dem Besuch der höheren Bürgerschule in Saarlouis absolvierte er die Gewerbeschule in Saarbrücken und studierte schließlich in Dresden Wirtschaft, Geschichte und Literaturgeschichte. Vorübergehend wurde er nach dem Studium im Handel tätig, bis er eine Beamtenstelle in St. Louis (Elsass) bekam. Im Frühjahr 1883 zog Roeder wieder nach Dresden zurück und wurde dort Redakteur bei der Zeitschrift Deutsches Dichterheim, einem Organ für Dichtkunst und Kritik. Im Jahr 1886 verließ er diese Arbeitsstelle und wurde Mitarbeiter beim Dresdner Anzeiger und anschließend bei den von Edgar Pierson (1848–1919) herausgegebenen Neuen poetischen Blättern.
Roeder war Mitglied des Corps Teutonia Dresden und übernahm 1895 die Herausgabe der WSC-Verbandszeitung Corpsstudentische Monatsblätter. Bis zu seinem Tod im Frühjahr 1897 leitete er als Vorsitzender einen 1886 in Dresden gegründeten „Verein zur Pflege der Literatur“, die Litterarische Gesellschaft, in der auch die Dichterin Adele Osterloh (1857–1946) Mitglied war.
Verheiratet war Roeder mit der italienischen Violinvirtuosin Adelaide Milanollo, geboren am 26. September 1872 in Oberitalien. Die Künstlerin hatte Bekanntheit unter anderem dadurch erreicht, dass sie noch 1888 vor Kaiser Wilhelm I. spielen durfte.
Im Juli 1907 gab Adelaide Milanollo-Roeder ihre Stellung als Lehrerin am Königlich-sächsischen Konservatorium auf. Sie heiratete ihren Schwager, den Ingenieur Julius Roeder, einen Bruder ihres verstorbenen Ehemannes, und wohnte mit ihm ab 1. September 1907 nicht mehr in Dresden, in der Nürnberger Straße 50, sondern  in Bous (Saar).

## Schriften
- Das Dresdner Hoftheater der Gegenwart. Biographisch-kritische Skizzen der Mitglieder; Neue Folge. Dresden 1896
- Die „Alte Stadt“ auf  der Ausstellung des sächsischen  Handwerks und Kunstgewerbes in Dresden. In: Illustrirte Zeit, 25. Juli 1896, S. 98
- Leben. Gedichte, 1882
- Junges Leben. 2. Auflage 1884
- Was das Heimchen zirpt. 1884[8]
- Gedichte 1886
- Märzveilchen, Gedicht, 1888